# Обрадович, Аня
Аня Обрадович (серб. Anja Obradović; род. 24 января 2000) — сербская дзюдоистка, бронзовый призёр чемпионата мира 2021 года. Участница II Европейских игр 2019 года. 

## Биография
Аня Обрадович родилась в 2000 году и борется в весовой категории до 63 килограммов. В 2016 и 2017 годах становилась чемпионкой Европы среди кадетов. 
В 2019 году принимала участие в соревнованиях по дзюдо на II Европейских играх, которые состоялись в Минске. В 1/8 финала уступила российской спортсменке Дарье Давыдовой. 
На чемпионате мира среди спортсменов не старше 23-х лет, который состоялся в Ижевске, Аня Обрадович завоевала серебряную медаль. 
На чемпионате мира 2021 года, который проходил в Венгрии в Будапеште, в июне, Аня завоевала бронзовую медаль в весовой категории до 63 кг, победив в схватке за третье место венесуэльскую спортсменку Анрикуэлис Барриос.